# Marcha del ERP
La Marcha del ERP fue el himno oficial del Ejército Revolucionario del Pueblo (más conocido por su abreviatura "ERP") grupo guerrillero y estructura militar del Partido Revolucionario de los Trabajadores, liderado por Mario Roberto Santucho, en la Argentina, durante los años 1970.

## Letra original
Por las sendas argentinas
va marchando el ERP
incorporando a sus filas
al pueblo que tiene fe.
Va marchando al combate
en pos de la Revolución
que entregue al pueblo el mando
de esta grandiosa nación.
Adelante, compañeros,
adelante sin parar,
que con nuestro pueblo en armas
nada ya nos detendrá. (bis)
Va marchando al combate
por el camino del Che
con su bandera en la mano
y sin dejarla caer.
Por la Patria Socialista
como consigna final,
la etapa capitalista
para siempre morirá.
Adelante, compañeros,
hasta vencer o morir
por una Argentina en armas
de cada puño un fusil. (bis)